# 법무법인 태림
법무법인 태림(Lawfirm TAELIM)은 2019년에 설립된 대한민국 로펌이다.
2020년 1월 대한항공의 마일리지 제도 개편에 반대하는 소비자들을 대리해 공정거래위원회에 대한항공을 고발했다.
2020년 3월 강원도 동해시 소재 GS동해발전소가 전기요금을 인상하겠다고 발표한 것에 반대하는 주민(보조참가인)들을 대리해 소송을 진행 중이다.
2021년 1월 인공지능(AI) 챗봇 '이루다'의 개발사 스캐터랩을 상대로 개인정보침해에 기인한 집단 손해배상소송을 진행 중이다.
2021년 12월 학교폭력 의혹을 제기당한 에이핑크 박초롱을 대리해 명예훼손 및 강요미수죄로 네티즌을 고소했다. 네티즌 역시 박초롱을 무고죄로 맞고소 하였으나 박초롱의 무고 혐의는 증거 불충분으로 불송치 결정되며 마무리 됐다.

2022년 1월 붕괴 사고가 일어났던 광주의 아파트 입주예정자들을 대상으로 한 공동소송인단을 모집하였다.
2022년 5월 백신 접종 사망자 중 기저 질환이 있던 사례 최초로 순직처분 승인을 이끌어냈다.
2022년 7월 디지털 포렌식 전문기업과 업무 협약을 통해 디지털 포렌식 센터를 개소하였다.
2022년 10월 DL이앤씨 공사현장에서 발생한 사망사고 유족 측을 대리하여 이해욱 회장과 마창민 대표이사 및 관련 임직원 등을 업무상과실치사, 산업안전보건법위반, 중대재해처벌법 위반 등으로 고소하였다.

2023년 7월 법무법인 태림의 하정림 변호사가 충남 서천군 고문변호사로 위촉되었다.
2023년 7월 법무법인 태림의 김선하 변호사가 한국저작권위원회에서 출범한 저작권법률지원단 30인에 선정되었다.
2023년 임대차분쟁 사건에서 대법원 파기환송판결을 이끌어내고 승소하였다.

2024년 위법한 압수수색영장 집행에 준항고하여, 대법원에서 파기환송판결을 이끌어내었다.

## 업무분야
- 형사
- 기업법무
- 지식재산권
- 이혼·상속
- 민사
- 행정·조세
- 공정거래
- 건설·부동산
- 상사
- 경영권분쟁
- 노동
- 가업승계
- 기업인수합병(M&A)
- 금융
- 외국인투자
- 개인정보·IT
- 입법컨설팅
- 스타트업
- 에너지/자원/환경

## 사무소
- 서울시 강남구 테헤란로 401 (삼성동, 남경센타) 14층 (서울 본사무소)
- 서울시 서초구 서초대로 272 (서초동, 한국아이비에스빌딩) 7층 (서초 분사무소)
- 충청남도 천안시 동남구 청수14로 62, 2층 (천안 분사무소)
- 경상남도 창원시 성산구 마디미로70번길 2, 1001호 (창원 분사무소)
- 경기도 부천시 상일로126, 402호 (부천 분사무소)
- 경기도 고양시 일산동구 장백로184, 우신프라자 410호 (고양 분사무소)
- 경기도 수원시 영통구 광교중앙로 248번길 107 (하동) 501호 (수원 분사무소)
- 대구광역시 수성구 동대구로379, 태윤빌딩 302호 (대구 분사무소)
- 광구광역시 동구 지산로63번길 2, 호산법조타운 302호 (광주분사무소)
- 부산광역시 연제구 법원로 20 (거제동, 로제스티빌딩) 4층 402호, 403호 (부산 분사무소)

## 같이 보기
- 대한민국의 로펌